# Enkelejda Alushi
Enkelejda Alushi, född Enkelejda Arifi den 20 maj 1968 i Rrogozhinë i västra Albanien, är en albansk folkmusiksångerska som sjunger çameriska låtar (kopplat till området Tsamerien i södra Albanien (Çamëria på albanska). 
Alushi sjunger främst folkmusik, och främst Çamëriska sånger. Hon har släppt låtar som "Lulë moj", "Jetoj", "Baladë çame" och "Mall për Çamëri".
I december 1990 var Alushi en av de 38 deltagande artisterna i Albaniens äldsta musiktävling Festivali i Këngës, där vinnaren får representera landet i Eurovision Song Contest följande vår. Hon tävlade med bidraget "Një dashuri" (svenska: en kärlek) som skrevs av Pandi Laço med musik av Adrian Hila. Alushi deltog i den andra semifinalen, den 24 december 1990 och var en av de akter som juryn valde att gå vidare till tävlingens final. I finalen dagen därpå fick hon startnummer 6 av 17, hon framträdde efter Alban Skënderaj & Miriam Cani och före Maria Prifti. Hennes folkmusikinspirerade låt fick av juryn höga poäng, totalt 36 vilket räckte till att sluta 5:a i tävlingen. Vann gjorde Aurela Gaçe på 82 poäng. 
Under hösten 1992, inför firandet av 100-årsjubileet av Albaniens självständighet i november släppte hon låten "Në një flamur të pandarë" tillsammans med bland andra Selami Kolonja och Nikollë Nikprelaj som blev mycket populär. Under våren 1994 deltog hon tillsammans med Hysni Alushi i den nyskapade musiktävlingen Kënga ime. De tog sig till finalen och tilldelades där pris för bästa produktion för låten "Ah kjo zemër".
Hennes farbror, Hysni Alushi, är även han en framgångsrik folkmusiksångare. Hon är född i Durrës och har släkt i Rrogozhina. Hon är gift och bosatt i Kosovo.